# Seznam grških tenisačev
Seznam grških tenisačev.

## A
- Lefteris Alexiou
- Theodoros Angelinos

## D
- Eleni Daniilidou

## E
- Konstantinos Economidis

## G
- Paris Gemouchidis
- Anna Gerasimou
- Valentini Grammatikopoulou

## J
- Alexandros Jakupovic

## K
- Nicholas Kalogeropoulos
- Dionysios Kasdaglis
- Xenophon Kasdaglis
- Eleni Kordolaimi

## M
- Martha Matoula

## P
- Christína Papadáki
- Despina Papamichail
- Michail Pervolarakis

## R
- Nikos Rovas

## S
- Maria Sakkari

## T
- Stefanos Tsitsipas

## V
- Despoina Vogasari

## Z
- Augustos Zerlendis